# Maccabi Hadera
El Maccabi Hadera fue un equipo de fútbol de Israel que jugó en la Liga Leumit, la segunda liga de fútbol más importante del país.

## Historia
Fue fundado en el año 1918 en la ciudad de Hadera y durante el Mandato británico de Palestina jugó ante equipos locales y de la armada británica, así como participación en torneos organizados por la EIFA.
El club jugó la Copa de Palestina de 1929, cayendo en la primera ronda en manos del Maccabi Hasmonean. En 1937 llegaron a las semifinales, lo mismo que en 1986.
Se unió a la Liga Bet en 1946, terminando en el noveno lugar. Después de la independencia de Israel estuvo vagando entre la segunda y tercera división, donde su mejor año fue en 1975/76 en la Liga Alef, aunque un año más tarde descendieron de categoría y nunca regresaron a la segunda división.
El club desapareció en el año 2006 luego de ganar el título de la Liga Alef para que se fusionara con todos los equipos de Hadera para crear al Hapoel Hadera FC.

## Palmarés
- Liga Alef: 1

2003/04
- Copa de Palestina: 1

1928

## Jugadores destacados
| - Pinchas Fiddler - Akiva Zwebner | - Moshe Hillmann - Menachem Shirazi |